# Vivian Cheruiyot
Vivian Jepkemoi Cheruiyot, kenijska atletinja, * 11. september 1983, Keiyo, Kenija.
Nastopila je na poletnih olimpijskih igrah v letih 2000, 2008, 2012 in 2016. Osvojila je zlato in srebrno medaljo v teku na 5000 m ter srebrno in bronasto v teku na 10000 m. Na svetovnih prvenstvih je osvojila dve zlati in srebrno medaljo v teku na 5000 m ter dve zlati medalji v teku na 10000 m, na svetovnih dvoranskih prvenstvih srebrno medaljo v teku na 3000 m leta 2010, na afriških prvenstvih zlato medaljo v teku na 5000 m leta 2010, kot tudi na igrah kupnosti narodov istega leta .